# Star Wars: Republic Commando
Star Wars: Republic Commando ist ein im Star-Wars-Universum angesiedelter Ego-Shooter, der von LucasArts entwickelt und im März 2005 für Windows und Xbox veröffentlicht wurde. Im Spiel übernimmt der Spieler die Führung einer Spezialsoldateneinheit in Kriegsmissionen. Im ersten Monat wurden etwa 215.000 Spiele allein für die Spielkonsole Xbox verkauft.
Für den deutschsprachigen Raum wurde das Spiel von der Effective Media GmbH lokalisiert und von Publisher Activision veröffentlicht. Als Distributor diente die NBG EDV Handels- und Verlags GmbH & Co. KG.
Im Februar 2021 kündigte Aspyr Media eine Veröffentlichung von Star Wars: Republic Commando für PlayStation 4 und Nintendo Switch an. Aspyr Media zeichnete zuvor bereits für die Portierungen von den Star-Wars-Spielen Star Wars Jedi Knight II: Jedi Outcast, Star Wars Jedi Knight: Jedi Academy und Star Wars Episode 1: Racer verantwortlich.

## Handlung
Die Handlung von Republic Commando spielt zwischen den beiden Kinofilmen Episode II: Angriff der Klonkrieger und Episode III: Die Rache der Sith, während der Klonkriege – einem galaxisumspannenden Konflikt zwischen der Republik und der Separatisten-Bewegung. Andere Teile der Klonkriege konnten Spieler bereits aus der Sicht eines Schlachtfeld-Strategen in der Erweiterung Clone Campaigns für Star Wars: Galactic Battlegrounds und aus der Sicht verschiedener Jedi-Ritter in Clone Wars miterleben. In Republic Commando übernimmt der Spieler dagegen nun die Kontrolle über eine einzelne Soldateneinheit.
Die Hauptfiguren des Spiels sind das Delta-Squad, ein aus vier speziell ausgebildeten Klonkriegern bestehendes Elite-Team, das riskante Aufträge für die Republik erfüllt. Die Mitglieder sind Delta 07 (Spitzname: Sev), ein martialischer, selbstbewusster Scharfschütze, Delta 62 (Spitzname: Scorch), ein stets gut gelaunter Sprengstoffexperte, der immer einen ironischen Spruch parat hat, Delta 40 (Spitzname: Fixxer), ein sehr pflichtbewusster, wortkarger Soldat und Delta 38 (Delta Leader, Spitzname: Boss), die Spielfigur und Leiter der Gruppe (sein voller Name RC01-138 ist eine Anspielung auf George Lucas’ frühes Werk THX 1138).
Gemeinsam mit diesem Team durchlebt der Protagonist mehrere entscheidende Schlachten und Spezialaufträge während der Klonkriege und speziell während Episode III. So kämpft das Delta-Team etwa in der Schlacht um Geonosis (zu sehen in Episode II), schlägt auf dem Wookiee-Heimatplaneten Kashyyyk eine Invasion zurück und deckt ein Bündnis zwischen den Separatisten, trandoshanischen Sklavenhändlern und den Geonosianern auf.
Besonderheiten des Spiels sind die taktische Steuerung des gesamten Teams, bei der man mit wenigen Knopfdrücken Befehle an Kameraden erteilen kann und die grafische Simulation eines modernen Helmvisiers (Head-up-Display) auf dem Bildschirm, auf dessen Display taktische Informationen sowie der Status der Spielfigur angezeigt werden. Per Knopfdruck können die Teamkameraden strategische Positionen einnehmen, Computer hacken oder Türen aufsprengen. Sollte man im Spielverlauf sterben, hat man zudem die Möglichkeit, entweder einen Spielstand zu laden oder sich von einem Teamkameraden wiederbeleben zu lassen. Als Waffen steht dem Spieler eine große Zahl genreüblicher Waffen wie Messer (Vibroklinge), Pistole mit unendlicher Munition, Gewehr (Blaster), Scharfschützengewehr, Raketenwerfer, Schrotflinte und verschiedene Granaten zur Verfügung. Hinzu kommen geonosianische und trandoshanische Waffen, die trandoshanischen Waffen zeigen jedoch keine großen Unterschiede gegenüber anderen typischen Waffen des Ego-Shooter-Genres, während es nur eine geonosianische Waffe gibt, die aber einen extrem starken Laserstrahl abfeuert.
Das Spiel gab den Spielern bereits mehrere Monate vor dem Kinostart Ausblick auf einige Inhalte des Kinofilms Episode III: Die Rache der Sith, darunter der Droiden-Bösewicht General Grievous und die Invasion des Dschungelplaneten Kashyyyk. Aus diesem Grund war es Spielemagazinen untersagt, vor Veröffentlichung des Spieles etwas über die Inhalte der letzten Level (die einen Teil der Handlung von Episode III verraten) zu enthüllen.

## Entwicklungsgeschichte
Ausführender Produzent des Spieles war Darron Stinnet, geleitet wurde die Entwicklung von Tim Longo.
Das Spiel basiert auf einer modifizierten Version der Unreal Engine 2 und verwendet die KARMA-Physik-Engine. Für die verschiedenen 3D-Modelle der Figuren, Fahrzeuge und Raumschiffe konnte man durch die enge Verbindung der verschiedenen Lucas-eigenen Unternehmen auf die originalen Computermodelle von Industrial Light & Magic zurückgreifen. Viele der Modelle bestehen aus über 300.000 Polygonen.
Die Handlung des Spiels wurde von den erfahrenen LucasArts-Mitarbeitern Ryan Kaufman (Star Wars: Galactic Battlegrounds, Jedi Knight: Mysteries of the Sith, Rogue Squadron 3D), Michael Stemmle (Rebel Assault II, Star Wars Jedi Knight II: Jedi Outcast), John A. Hancock (Bounty Hunter, Obi-Wan) und Justin Lambros (Star Wars Jedi Knight: Jedi Academy, Knights of the Old Republic) geschrieben.

## Vertonung
Als Synchronstimme der Hauptfiguren konnte man auf die Originalstimme des Schauspielers Temuera Morrison zurückgreifen, der in den Filmen den Kopfgeldjäger Jango Fett und die Klonsoldaten dargestellt hatte. Auch die im Intro gezeigte außerirdische Taun We wurde wie bereits in Episode II von Rena Owen gesprochen. Weitere Sprecher waren Andrew Chaikin (Klonberater, Delta 40), Raphael Sbarge (Delta 62), Jonathan Cook (Delta 07), David Wayne Collins (Trandoshaner, Klonsoldaten-Sergeant), Roger L. Jackson (Schiffsstimme, verschiedene Klonsoldaten), Tom Kane (Yoda, Captain Talbot, trandoshanischer Sklavenhändler) und Clint Young (Kampfdroiden).
Die musikalische Untermalung des Spieles wurde von Jesse Harlin übernommen. Zusätzlich zu Stücken aus John Williams’ bekannten Star-Wars-Melodien komponierte Harlin etwa eineinhalb Stunden neuer Musik. Außerdem entwarf er speziell für Republic Commando die antike Sprache der Mandalorianer (einer fiktiven Kriegerkaste des Star-Wars-Universums), die laut Harlin von „einer Mischung aus Ungarisch, keltischer Kriegsdichtung und sowjetischen Arbeiterhymnen“ inspiriert wurde. Die Sprache wurde später von der Autorin Karen Traviss vervollständigt. Ein Männerchor in Seattle sang die neuen mandalorianischen Schlachthymnen ein, die viele der Level untermalen.
Das Titellied des Spieles ist „Clones“ von der irischen Pop-Rockband Ash. LucasArts wandte sich an die Band, da das Entwicklungsteam von deren Begeisterung für Star Wars wusste und nach einem dunklen, rocklastigen Lied suchte. Das Lied war ursprünglich bereits im Juli 2004 auf dem Album „Meltdown“ veröffentlicht worden. Dies war das bis dato einzige Mal, dass LucasArts ein Lied einer Band in einem Star-Wars-Spiel verwendete. Im Musikvideo des Lieds wurden später verschiedene Szenen aus dem Spiel gezeigt.

## Rezeption
Kritik erntete das Spiel von der Fachpresse vor allem, weil es – anders als im Vorfeld angekündigt – weniger ein Taktik-Shooter wie beispielsweise die Rainbow-Six-Reihe, als vielmehr ein simpler Shooter mit taktischen Elementen war. Ein weiterer Kritikpunkt war außerdem die große Linearität des Spieles, die dem Spieler nicht die Möglichkeit alternativer Wegrouten oder Lösungsstrategien gibt.
Die deutsche ab 16 Jahren freigegebene Version wurde u. a. für die Auswahl der Synchronsprecher gelobt.

## Republic Commando: Order 66
Republic Commando: Order 66 ist eine von Magellan entwickelte Fortsetzung, die im August 2005 von THQ Wireless für verschiedene Mobiltelefone veröffentlicht wurde.
Die Handlung des Spieles konzentriert sich auf die Vernichtung des Jedi-Ordens, wie man sie teilweise im Film Episode III bereits miterleben konnte. Der Spieler steuert eine dreiköpfige Kommando-Einheit, deren Aufgabe die Jagd auf überlebende Jedi ist. Hierzu stellt der Spieler seine Einheit aus mehreren verschiedenen Klonsoldaten mit verschiedenen Spezialfähigkeiten zusammen. In den insgesamt 5 Leveln müssen die Figuren Barrikaden, Rebellenkämpfer und andere Hindernisse überwinden um schließlich gegen den Endgegner, einen Jedi, zu kämpfen und ihn oder sie zu töten. Im letzten Level steht zusätzlich zu den verschiedenen Soldaten auch Darth Vader persönlich als Figur zur Auswahl.

## Romane zum Spiel
- Star Wars Republic Commando – Feindkontakt von Karen Traviss, Panini Verlag, Februar 2005, ISBN 978-3-8332-1199-7.
  - Neuauflage: Panini Verlag, Februar 2018, ISBN 978-3-8332-3627-3.
- Star Wars Republic Commando – Triple Zero von Karen Traviss, Panini Verlag, Mai 2006, ISBN 978-3-8332-1366-3.
  - Neuauflage: Panini Verlag, April 2018, ISBN 978-3-8332-3628-0.
- Star Wars Republic Commando – True Colors von Karen Traviss, Panini Verlag, Januar 2008, ISBN 978-3-8332-1653-4.
  - Neuauflage: Panini Verlag, August 2018, ISBN 978-3-8332-3647-1.
- Star Wars: Republic Commando (die ersten drei Romane in einem Band) von Karen Traviss, Panini Verlag, Mai 2008, ISBN 978-3-8332-1736-4.
- Star Wars Republic Commando – Order 66 von Karen Traviss, Panini Verlag, November 2008, ISBN 978-3-8332-1735-7.
  - Neuauflage: Panini Verlag, November 2018, ISBN 978-3-8332-3648-8.
- Star Wars Imperial Commando – Die 501. von Karen Traviss, Panini Verlag, Dezember 2009, ISBN 978-3-8332-1935-1.
  - Neuauflage: Panini Verlag, September 2017, ISBN 978-3-8332-3543-6.